# أنا ومخزني (فلم)
أنا ومخزني (بالإنجليزية: My Makhzen and Me) هو فيلم وثائقي تم إنتاجه في المغرب وصدر في سنة 2012.

## روابط خارجية
- أنا ومخزني على موقع IMDb (الإنجليزية)
- أنا ومخزني على موقع فيلمافينيتي (الإسبانية)
- أنا ومخزني على موقع قاعدة بيانات الفيلم (الإنجليزية)
- أنا ومخزني على موقع ليتربوكسد (الإنجليزية)